# Tibor Zsíros
Tibor Zsíros (Budapest, 8 giugno 1930 – Budapest, 13 febbraio 2013) è stato un cestista e allenatore di pallacanestro ungherese.

## Carriera
Con l'Ungheria ha disputato tre edizioni dei Giochi olimpici (Londra 1948, Helsinki 1952, Roma 1960) e quattro dei Campionati europei (1953, 1955, 1957, 1959).
Da allenatore ha guidato l'Ungheria ai Giochi olimpici di Tokyo 1964 e a due edizioni dei Campionati europei (1963, 1965).